# Ringkøbing Amt

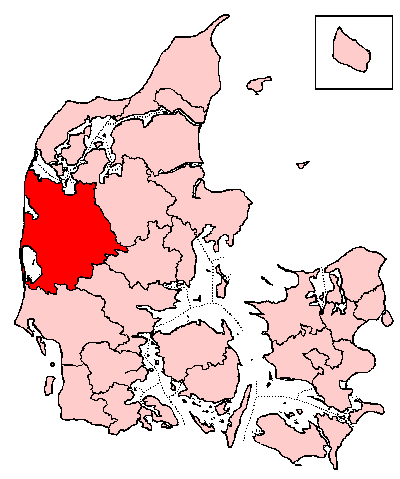
Ringkøbing Amt tot 1970

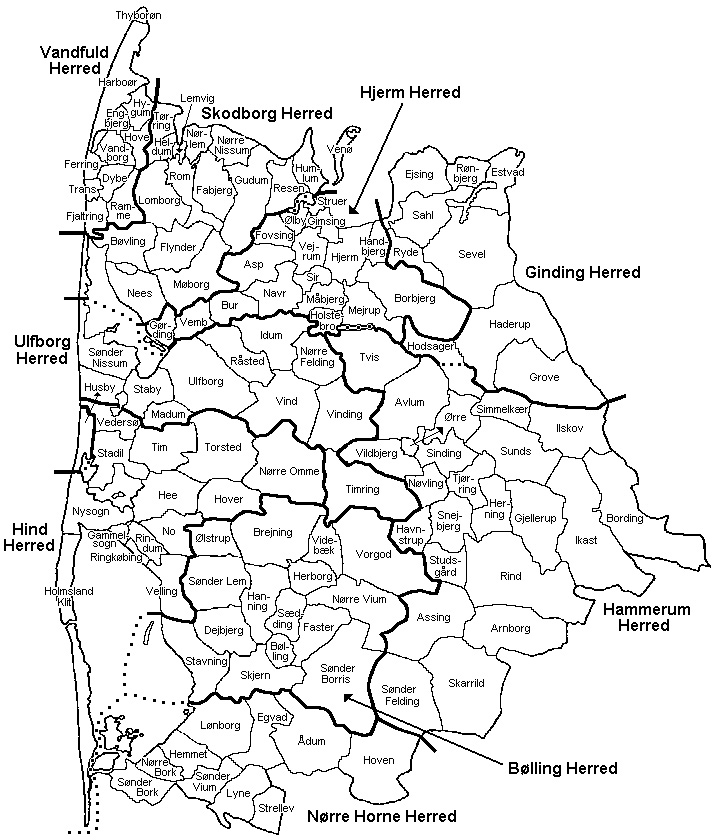
Indeling Ringkøbing Amt

Ringkøbing Amt  was tot 1970 een van de amten van Denemarken. Het amt werd gesticht in 1794 na de samenvoeging van de historische amten Lundenæs Amt en Bøvling Amt.  Ringkøbing Amt was het grootste amt van het land.
Het amt was verdeeld in negen herreder en telde vijf købstæder (steden). Tot 1822 telde het 10 herreder, Vrads Herred ging in dat jaar over naar Århus Amt en later naar Skanderborg Amt.
In 1970 verloor Ringkøbing een aantal gemeenten een de nieuwe provincies Vejle en Århus. Een deel van de historische Vrads Herred werd tegelijkertijd deel van de nieuwe provincie Ringkjøbing.

## Herreder
- Vandfuld Herred
- Ulfborg Herred
- Hind Herred
- Skodborg Herred
- Hjerm Herred
- Ginding Herred
- Hammerum Herred
- Bølling Herred
- Nørre Horne Herred
- Vrads Herred (tot 1822)